# Raymond Bridgman Cowles
Pour les articles homonymes, voir Cowles.
Raymond Bridgman Cowles est un herpétologiste et un environnementaliste américain, né le 1er décembre 1896 à Amanzimtoti en Afrique du Sud et mort le 7 décembre 1975 à Santa Barbara (Californie).

## Biographie
Son grand-père, Bridgman, a été le premier missionnaire dans la vallée de l’Umzumbe. Très tôt passionné par la nature, Raymond Cowles s’intéresse aux reptiles et aux oiseaux mais aussi aux relations des Zoulous avec leur environnement. Il part en Californie faire ses études où il obtient son Bachelor of Arts au Pomona College et entre à l’université Cornell où il étudie auprès de Albert Hazen Wright (1820-1970). Il obtient son doctorat avec une thèse consacrée à la biologie du varan du Nil (Varanus niloticus) qu’il étudie dans son environnement naturel de 1925 à 1927 dans le Natal.
Cowles rejoint l’université de Californie à Los Angeles (UCLA) en 1929. Il fonde une station de recherche biologique dans la vallée de Coachella et y étudie la thermorégulation chez les reptiles. Outre son intérêt pour l’adaptation à leur environnement, il s’intéresse à la disparition des dinosaures à la fin de Mésozoïque. Partant de ses recherches à Coachella, il émet l’hypothèse selon laquelle les grands reptiles auraient disparu à la suite d'un réchauffement climatique. Avec l’aide de ses étudiants Charles Mitchill Bogert (1908-1992), Bayard Holmes Brattstrom (1929-), Charles Herbert Lowe, Jr. (1920-2002), Kenneth Stafford Norris (1924-1998), Robert Cyril Stebbins (1915-) et Richard George Zweifel (1926-), il rejette les anciens concepts homéothermes (animaux à sang chaud) et poïkilothermes (animaux à sang froid) et leur préfère les concepts d’endothermes et d’ectothermes (suivant la source d’énergie). Selon lui, il est faux de parler des reptiles comme des animaux à sang froid, ceux-ci régulent leur température interne grâce à leur comportement.
Il retourne, dans les années 1950, dans la vallée de l’Umzumbe et découvre un environnement profondément bouleversé, en partie par des membres de sa propre famille. Il témoigne de la surexploitation de l’environnement qu’il constate alors dans un livre, Zulu Journal, qui paraît en 1959. Il consacre une grande partie de la fin de sa vie à la préservation de l’environnement.

## Source
- Kraig Adler (1989). Contributions to the History of Herpetology, Society for the study of amphibians and reptiles : 202 p.  (ISBN 0-916984-19-2)